# Бровкове (Богодухівський район)
Бровкове́ — село в Україні, у Коломацькій селищній громаді Богодухівського району Харківської області. До 2017 орган місцевого самоврядування — Шляхівська сільська рада. Населення становить 40 осіб.

## Географія
Село Бровкове розташоване біля урочища Крашаніцине, якис протікає пересихаючий струмок, через 3 км впадає в річку Шляхова. На відстані 2 км розташоване село Новоіванівське, за 3 км — село Шляхове, за 6 км смт Коломак.

## Історія
Село засноване 1600 року.
12 червня 2020 року, розпорядженням Кабінету Міністрів України № 725-р «Про визначення адміністративних центрів та затвердження територій територіальних громад Харківської області», увійшло до складу Коломацької селищної громади.
19 липня 2020 року, в результаті адміністративно-територіальної реформи і ліквідації Коломацького району, село увійшло до складу Богодухівського району.